# Курманов, Алишер Анварович
Алишер Анварович Курманов (1965 г.р.) — узбекский дипломат. Чрезвычайный и Полномочный Посол Республики Узбекистан в Украине и Молдове.

## Биография
В 1990 году окончил факультет востоковедения Ташкентского государственного университета, а в 1994 году экономический факультет Ташкентского государственного экономического университета. Он владеет русским, английским и арабским языками.
1987—1989 гг. — переводчик объединения «Союзтрансгаз» (Ливия).
1991—2000 гг. — работал на разных должностях в Министерстве внешних экономических связей Республики Узбекистан.
2000—2007 годы — начальник Департамента государственного протокола Министерства иностранных дел Республики Узбекистан.
2007—2013 гг. — Чрезвычайный и Полномочный Посол Республики Узбекистан в Республике Сингапур.
2011—2013 годы — Чрезвычайный и Полномочный Посол Республики Узбекистан в Австралии.
2013—2014 гг. — Чрезвычайный и Полномочный Посол Республики Узбекистан в Республике Корея.
2014—2014 гг. — заместитель министра иностранных дел Республики Узбекистан.
2014—2015 годы — первый заместитель министра иностранных дел Республики Узбекистан.
2015—2017 годы — Чрезвычайный и Полномочный Посол Республики Узбекистан в Соединённом Королевстве Великобритании и Северной Ирландии.
2017—2020 годы — председатель комитета по международным связям, внешнеэкономическим связям, иностранным инвестициям и туризму Сената Олий Мажлиса Республики Узбекистан.
С июня 2020 года Чрезвычайный и Полномочный Посол Республики Узбекистан в Украине и Молдове.
11 декабря 2020 года вручил верительные грамоты президенту Украины Владимиру Зеленскому.